# Скрино
Скрино (болг. Скрино) — село в Болгарии. Находится в Кюстендилской области, входит в общину Бобошево. Население составляет 81 человек.
Село Скрино — родина святого Болгарской Церкви, святого покровителя болгарского народа — Иоанна Рыльского. Неподалёку находится Руенский монастырь Св. Иоанна Рыльского.

## Политическая ситуация
Скрино подчиняется непосредственно общине и не имеет своего кмета.
Кмет (мэр) общины Бобошево — Милчо Георгиев Орозов (Болгарская социал-демократия (БСД)) по результатам выборов 2007 года в правление общины.